# Namiungo
Namiungo ist ein Verwaltungsbezirk (Ward) des Distrikts Tunduru in der tansanischen Region Ruvuma.

## Geografie
Namiungo liegt im Süden von Tansania etwa 40 Kilometer Luftlinie nordöstlich der Distrikthauptstadt Tunduru. Der Bezirk grenzt im Nordosten an Mindu, im Südosten an Nakapanya, im Süden an Ligomaun und im Westen an Majimaji. Bei der Volkszählung 2022 lebten 13.014 Menschen in 3774 Haushalten auf einer Fläche von 304 Quadratkilometern.

## Gliederung
Der Bezirk besteht aus sechs Gemeinden (Mtaa) mit 36 Orten (Kitongoji):
| Namiungo - Miembeni - Misufini - Msikitini - Kibaoni - Mnazimoja - Pachanne - Mtua - Nammanga - Nangolombe - Mnenje - Chanika - Chikunja | Misufini - Kadewele - Msikitini - Ghalani - Mapinduzi - Mzalendo - Umoja | Nangolombe - Kilimani Hewa - Msikitini - Chakechake - Mzalendo | Mnenje - Shuleni - Muungano - Amani - Msikitini - Zanzibar | Pachanne - Elimu - Ilala - Chigawe. - Namakambale | Mnazimmoja - Chipepele - Sokoni - Ghalani - Shuleni - Msikitini |

## Wirtschaft und Infrastruktur
- Bildung: Im Bezirk liegt eine weiterführende Schule.[8] Die Mtutura Secondary School ist eine staatliche Tagesschule mit einer Ausbildung bis zur 4. Stufe.[9]
- Gesundheit: In der Gemeinde Namiungo gibt es eine private Krankenstation.[10] Sie wurde 1998 von den Salvatorianern errichtet und beinhaltet auch eine Mutter-Kind-Station.[11][12] In Mnazimmoja liegt eine staatliche Apotheke.[13]
- Verkehr: Durch den Bezirk verläuft die asphaltierte Nationalstraße T6, die nach Westen über die Distrikthauptstadt Tunduru nach Songea zur T1 und nach Osten durch Mtwara bis zum Indischen Ozean führt.[14]